# Споразум у Адис Абеби (1972)
Споразум у Адис Абеби је мировни договор којим је окончан Први судански грађански рат. Склопљен је 1972. године између Владе Судана, са једне и Народног покрета за ослобођење Судана са друге стране у главном граду Етиопије Адис Абеби. Осим прекида сукоба споразум је за циљ имао решење конфликта које је требало да се постигне формирањем Аутономног региона Јужни Судан. Године 1983. председник Судана Џафар Нумејри прогласио је исламску државу са шеријатским законом, што је довело до новог сукоба са хришћанским југом.